# 爱你的心
《爱你的心》（英語：Heavy）是1995年美国剧情片，是导演詹姆斯·曼高德的处女作。影片由雪莉·溫特斯、莉芙·泰萊、黛比·哈利和普鲁特·泰勒·文斯主演，讲述了大腹便便的厨师遇到在他和母亲的路边酒馆当服务生的迷人大学辍学生后，人生所发生的变化。影片探讨了孤独、虚假希望、暗恋和自尊的主题。
曼高德在哥伦比亚大学参加电影制作研讨会时便打造了影片的剧本，剧情部分改编自他在纽约上州成长时所遇到的一些真人经历。影片于巴里维尔及海德公园等地取景，部分场景则在美國烹飪學院海德公园校区拍摄。影片原声带由瑟斯顿·摩尔创作，配乐包括柠檬头乐队主唱伊万·丹多的歌曲，丹多也在影片中扮演了一个配角。
影片在圣丹斯电影节首映，赢得评审团特别奖，随后参加戛纳电影节金摄影机奖角逐。影片于1995年12月29日登陆英国，随后于1996年6月5日在美国有限上映。

## 剧情
纽约上州的乡村地区，30岁出头的维克多·莫迪诺在公路旅馆皮特和多莉旅馆（Pete and Dolly's）当厨师，旅馆以已故的父亲和在世的母亲多莉的名字命名。多莉健康状况欠佳，终日坐在厨房后面的椅子上，怀念他的丈夫，痛恨与皮特有染、愤世嫉俗的长期雇员德洛雷斯。餐厅的日常最终打破，多莉雇佣了刚从锡拉丘兹的大学辍学、轻声细语的年轻女子卡丽担任新的服务员。卡莉的美貌马上吸引了非常害羞、大腹便便的维克多的注意。而餐厅的其他员工和常客，尤其是嗜酒的德洛雷斯朋友里奥的注意。
卡莉工作的时候无法忍受维克多令人沮丧的害羞神情，打算去了解他。卡莉被维克多的厨艺震撼，建议他去河对岸的美国烹饪学院进修。维克多之前也考虑过这个想法，但迅速被多莉和德洛雷斯驳回了。维克多很快迷上了卡莉，并开始巧妙地试图引起她的注意。一天夜里工作的时候，卡莉在厨房用拍立得相机拍照。维克多给学习卷比萨面团的卡莉拍了一张照片，之后他没有告诉卡莉便把照片带回家。维克多后来做了几个天真的白日梦，其中一个是他出手救助在哈德逊河溺水的卡莉。卡莉一天夜里和男朋友杰夫吵架，之后滞留在餐馆。维克多送她回家，途中他把车子停在机场附近，观看飞机降落。两人在看飞机时，卡莉感叹自己的人生毫无方向。卡莉亲了维克多，然后迅速暗示他带她回家。
第二天早上，多莉心脏病发被送往医院。维克多告诉德洛雷斯和卡莉，多莉只需要做个小手术，不用担心。没过几天，维克多在医院食堂吃午饭的时候，多莉便去世了。维克多如往常一样打理餐厅，每天暴饮暴食来掩盖悲伤。与此同时，德洛雷斯开始对多莉长期不在感到怀疑。卡莉让维克多带她去医院看多莉。维克多无法承认多莉已经去世的事实，便同意了。卡莉来到维克多家，发现冰箱上贴着她的拍立得照片，便维克多究竟从哪里得到的，维克多说实在餐厅后面的小摊子找到的。两人离开后，维克多没有载她去医院，而是去了当地的墓园，给她看多利德坟墓。卡莉变得歇斯底里，无法准备上班。
之后的几个晚上，维克多独自在餐厅里，对自己的自尊心感到沮丧，开始暴饮暴食。他停下脚步，开始大肆砸碎柜台后面的物品。就在维克多爆发的时候，卡莉带着杰夫来领支票。卡莉跟维克多说自己计划回到家乡，重新上大学，但承诺会来看他和德洛雷斯。过了一段时间，维克多鼓起了信心，跟经常光顾的杂货市场的收银员达琳聊天。

## 阵容
- 普鲁特·泰勒·文斯（英语：Pruitt Taylor Vince） 饰 维克多·莫迪诺（Victor Modino）
- 雪莉·溫特斯 饰 多莉·莫迪诺（Dolly Modino）
- 莉芙·泰萊 饰 卡丽（Callie）
- 黛比·哈利 饰 德洛雷斯（Delores）
- 乔·格里法西（英语：Joe Grifasi） 饰 里奥（Leo）
- 埃文·丹多（英语：Evan Dando） 饰 杰夫（Jeff）
- 大卫·帕特里克·凯利 饰 医院里的灰衣人
- 玛丽安·奎因（Marian Quinn） 饰 达琳（Darlene）
- 梅格·哈蒂格（Meg Hartig） 饰 唐娜（Donna）
- 赞迪·哈蒂格（Zandy Hartig） 饰 让（Jean）
- 彼得·奥特尔（Peter Ortel）饰 汤妮（Tony）
- J·C·麦肯齐（英语：J. C. MacKenzie） 饰 送气工
- 艾伦·德阿尔坎格洛（Allen D'Arcangelo）饰 桑尼（Sonny）

## 制作

### 构思
影片是詹姆斯·曼高德的导演、编剧处女作。在哈德遜河谷成长的曼高德表示，影片取材于现实生活中一位同班同学的经历，这位同学大腹便便，母亲在当地开了一家餐厅。和影片一样，他的父亲去世了，留下他和母亲打理餐厅。在这部处女作中，曼高德希望打造一部有别于“好莱坞美学”的影片，所跟随的演员“最不可能是影片的核心”。
1991年，曼高德出席哥伦比亚大学的电影制作研讨会，在导演米洛斯·福曼的帮助下完成了剧本。在影片中，曼高德十分注重表情和对白，尤其是维克多一角的。他表示自己一直渴望创作一部“有声音的无声电影”。片中有彼得·博格达诺维奇《最后一场电影》（1971）和马丁·里特《原野铁汉》的影子。

### 选角
曼高德遇见莉芙·泰勒时她16岁，没有表演经验，但对影片感谢兴趣。一直在做模特儿的泰勒“毫不犹豫地”向曼高德发了一段试镜视频。曼高德通过泰勒联系了她儿时的好友黛比·哈利。哈利是空中铁匠主唱史蒂芬·泰勒的儿女，在纽约的“摇滚”认识泰勒。哈利最终在剧中扮演了善变、爱挖苦人的德洛雷斯。柠檬头乐队的伊万·丹多获曼高德赏识，加上曼高德希望给这部低成本制作带来一些明星效应，于是安排他出演泰勒的吉他手男友。
小妖精乐队的主唱布莱克·弗朗西斯最初要扮演维克多一角，后来觉得这不适合成为自己首个扮演的角色便放弃了。
至于多莉一角的人选，曼高德找来了当时70多岁古典好莱坞电影演员雪莱·温特斯。曼高德追踪到温特斯在曼哈顿的公寓地址，向她寄去剧本和表示钦慕她作品的信函。两天之内，温斯特便联系曼高德，随后参与选角。
最后一个参与选角的是普鲁特·泰勒·文斯。之前曼高德一直为寻找演员扮演“核心”角色而苦恼。曼高德的副制作人兼好友曾和文斯与保羅·紐曼拍摄《大智若愚》，他向曼高德推荐了文斯。文斯选角后，曼高德和剧组开始给文斯喂食大量的甜甜圈和肯德基，帮助当时不是很胖的文斯在电影开拍前迅速增肥。

## 发行
影片于1995年1月在圣丹斯电影节首映，为曼高德赢得了评审团最佳导演特别奖。随后于戛纳电影节“导演双周”单元发行，获金摄影机奖提名。
发行公司Cinépix Film Properties决定于美国发行电影时，片中主角泰勒在貝納多·貝托魯奇作品《偷香》中的表演获得认可。Cinépix与1996年夏季在美国发行影片，先是6月5日在纽约市首映，6月28日在洛杉矶上映。发行采用有限上映模式，仅在全国22家影院上映。国内的放映于1996年11月28日结束。

### 专业评价
影片在圣丹斯大获成功后，获得普遍好评。罗杰·伊伯特给予3.5/4星的评价，强调了现实主义的观感：“你去过这样的地方。你品尝第二杯咖啡，注视着人们的目光，尝试猜出眼神忧郁的服务员到底有什么心事，而酒吧里的醉汉和披萨厨师都以为他在坐牢。你无法猜透这个地方的恐怖之处，因为这个地方没有秘密，每个人都非常了解其他人，从里到外，从上到下，这样做已经很多年了。”10年后伊伯特评价曼高德的《决斗犹马镇》时，依然对本片赞不绝口。
《波士顿环球报》的杰伊·卡尔（Jay Carr）称赞影片“是导向新世界的小宝石，里头被不容辩驳的权威和角色突出的本能所填充”。《政治家杂志》的罗恩·科万（Ron Cowan）同样称赞影片故意省略对白，认为曼高德“经常回避”它，“用手势、瞥视和接触彰显剧情细节。影片没有性爱、暴力、陈年的动作戏或剧情翻转，只有你在真实生活中听到的那种感觉”。《纽约每日新闻》的杰米·伯纳德（Jami Bernard）是展示“生活片段”的感性作品，称赞泰勒的表演“强有力”，又指出“影片像文森特（原文如此）一样谨慎行事，害怕太多精华一次性流失，是夏天大片中的最令人欣慰的喘息”。澳大利亚《世纪报》的芭芭拉·奎迪（Barbara Creed）认为影片是“精致卓越的处女作”，剧中元素有点像卡森·麦卡勒斯小说《伤心咖啡馆之歌》。
影评人詹姆斯·贝拉迪内利指出，“曼高德完美捕捉了生活中的细微差别，由于从未让简单的决定贬低自己的视觉，他塑造了令人难忘的电影肖像”。贝拉迪内利后来在他的著作《卷轴视角：1000部优秀现代电影终极指南》（Reel Views: The Ultimate Guide to the Best 1,000 Modern Movies）中提到了这部电影。《洛杉矶时报》的凯文·托马斯（Kevin Thomas）认为影片是“恬静小奇迹，片中温柔、同情心和洞察力共同缔造紧张感，产生几乎难以体验的感知质量”，类似于宁那·华纳·法斯宾德的摄影作品，同时也称赞瑟斯顿·摩尔的配乐出色。《旧金山纪事报》的爱德华·古斯曼（Edward Guthmann）认为影片本身就是信仰的举动，争论了过去在银幕上很常见，但有时又很稀缺的微妙人文主义痕迹；而该报的芭芭拉·舒尔加瑟（Barbara Shulgasser）则指出，“《爱你的心》没有任何可爱或花哨的东西，这或许是它对英格玛·伯格曼作品的冷酷致敬”。
其他影评人对影片不那么的认可，其中《休斯敦纪事报》的杰夫·米勒（Jeff Millar）认为：“即便有着80分钟的时长，《爱你的心》依然显得很冗余。所以你可以想想它如果有105分钟长会有什么发生。”《芝加哥論壇報》的迈克尔·威尔明顿（Michael Wilmington）认为角色的刻画具有剥削性，指出：“《爱你的心》将平凡或怪诞的事情浪漫化，并非普通人的诗歌。曼高德似乎正在尝试重现40年代后期至50年代早期卡森·麦卡勒斯、杜鲁门·卡波特和田纳西·威廉斯等南方哥特作家作品的某些爱情质感，却把维多克打造成一位模范受害者，将受伤的灵魂困在失恋的披萨厨师身上，将花拉·科茜贴在她房间——这让他有点荒谬，不显得他很幽默。在《爱你的心》中，感性的地方太多了，角色几乎喘不过气来。”
截至2019年，影片在汇总媒体爛番茄有28条评论，其中24条为正面评价，新鲜度86%。网站共识写道：“凭借泰勒·文斯的自然主义表现和詹姆斯·曼高德富有同情心的指导，《爱你的心》宣扬了它对孤独感的感人解析。”

### 家用媒体
索尼影业家庭娱乐于1999年9月21日发行了影片的DVD。

## 奖项
| 年份 | 机构               | 奖项         | 提名          | 结果 | 参考   |
| ---- | ------------------ | ------------ | ------------- | ---- | ------ |
| 1995 | 戛纳电影节         | 金攝影機獎   | 詹姆斯·曼高德 | 提名 | [ 16 ] |
| 1995 | 圣丹斯电影节       | 评审团特别奖 | 詹姆斯·曼高德 | 獲獎 | [ 15 ] |
| 1995 | 圣丹斯电影节       | 评审团大奖   | 詹姆斯·曼高德 | 獲獎 | [ 26 ] |
| 1995 | 阿斯图里亚斯大奖赛 | 最佳剧本     | 詹姆斯·曼高德 | 獲獎 | [ 28 ] |
| 1995 | 希洪国际电影节     | 最佳长片     | 《爱你的心》  | 獲獎 | [ 29 ] |

## 原声带
原声带由瑟斯顿·摩尔谱曲，另采用了其他歌曲。原声带CD于1996年6月5日，也就是美国上映的同一天通过TVT Records发行。
| 曲序 | 曲目                         | 艺人                | 时长 |
| ---- | ---------------------------- | ------------------- | ---- |
| 1.   | Victor and Callie            | Thurston Moore      | 1:32 |
| 2.   | Hot Coals                    | Evan Dando          | 3:51 |
| 3.   | Pile Up                      | The Plimsouls       | 3:24 |
| 4.   | Box Cars                     | Rosie Flores        | 5:15 |
| 5.   | Undertow                     | T. Moore            | 1:28 |
| 6.   | Frying Pan                   | E. Dando            | 3:08 |
| 7.   | Carry Me                     | The Vidalias        | 3:52 |
| 8.   | Howard Is A Drag             | The Rake's Progress | 3:33 |
| 9.   | My Heart Belongs To Only One | Ben Vaughn          | 3:08 |
| 10.  | California Thing             | Freedy Johnston     | 3:00 |
| 11.  | Kissing On The Bridge        | T. Moore            | 1:15 |
| 12.  | Lost                         | The Plimsouls       | 3:59 |
| 13.  | '74–'75                      | The Connells        | 4:37 |
| 14.  | The Dream of Sarah           | Eleni Mandell       | 2:46 |
| 15.  | How Much I've Lied           | E. Dando            | 2:10 |
| 16.  | Spinning Goodbye             | T. Moore            | 3:16 |
| 17.  | Culinary Institute           | T. Moore            | 3:19 |